# Lijst van rijksmonumenten in Havelte
De plaats Havelte (gemeente Westerveld) telt 41 inschrijvingen in het rijksmonumentenregister, hieronder een overzicht.
| Object | Oorspronkelijke functie?  | Bouwjaar | Architect                                                            | Locatie                   | Coördinaten?                  | Nr.?   | Afbeelding                                                                     |
| --- | ------------------------- | --- | -------------------------------------------------------------------- | ------------------------- | ----------------------------- | ------ | ------------------------------------------------------------------------------ |
| Boerderij met zijbaander | Boerderij                 | 18e eeuw (in aanleg) 1843 (voorhuis) 1989 (zijvleugel)                                                                           | J.H. Wouda en J. van der Schaaf (1989)                               | Boskampsbrugweg 2         | 52° 46' 8" NB, 6° 14' 22" OL  | 21010  | Boerderij met zijbaander                                                       |
| Boerderij met zijbaander, twee schuren                                                                                                   | Boerderij                 | 1854 en 1907 |                                                                      | bij Boskampsbrugweg 2     | 52° 46' 8" NB, 6° 14' 20" OL  | 21011  | Meer afbeeldingen                                                              |
| Boerderij met zijbaander | Boerderij                 | 1832 |                                                                      | Boskampsbrugweg 15        | 52° 45' 57" NB, 6° 14' 10" OL | 21012  | Meer afbeeldingen                                                              |
| Keuterijtje met zijbaander en twee voordeuren                                                                                            | Boerderij                 | mog. 18e eeuw (kern) |                                                                      | Dorpsstraat 1             | 52° 46' 2" NB, 6° 14' 43" OL  | 21013  | Meer afbeeldingen                                                              |
| Boerderij met achterbaander en woondeel met bakstenen topgevel                                                                           | Boerderij                 | 1779 (woondeel) 1791 (achterbaander)                                                                                             |                                                                      | Dorpsstraat 3             | 52° 46' 4" NB, 6° 14' 41" OL  | 21014  | Meer afbeeldingen                                                              |
| Boerderij met zijbaander aangebouwd tegen nr. 29                                                                                         | Boerderij                 | 18e eeuw |                                                                      | Dorpsstraat 27            | 52° 46' 13" NB, 6° 14' 25" OL | 21015  | Meer afbeeldingen                                                              |
| Het Witte Huis (1857-1864: raadhuis) | Woonhuis                  | 17e eeuw (kern) ca. 1840 (verb.)                                                                                                 |                                                                      | Dorpsstraat 29            | 52° 46' 12" NB, 6° 14' 24" OL | 21016  | Meer afbeeldingen                                                              |
| Boerderij met zijbaander, dwars uitgebouwd woongedeelte en schaapskooi                                                                   | Boerderij                 | 1816 |                                                                      | Dorpsstraat 4             | 52° 45' 59" NB, 6° 14' 43" OL | 21017  | Meer afbeeldingen                                                              |
| Boerderij met zijbaander en bakhuis | Boerderij                 | 1744 |                                                                      | Dorpsstraat 12            | 52° 46' 1" NB, 6° 14' 39" OL  | 21018  | Meer afbeeldingen                                                              |
| Boerderij met zijbaander, schaapskooi | Boerderij                 | |                                                                      | bij Dorpsstraat 12        | 52° 46' 1" NB, 6° 14' 41" OL  | 21019  | Boerderij met zijbaander, schaapskooi                                          |
| Boerderij met zijbaander en bakhuis | Boerderij                 | 1743 |                                                                      | Dorpsstraat 14            | 52° 46' 2" NB, 6° 14' 39" OL  | 21020  | Meer afbeeldingen                                                              |
| Voorm. schultehuis annex boerderij | Boerderij                 | in opzet 18e-eeuws |                                                                      | Dorpsstraat 28            | 52° 46' 8" NB, 6° 14' 27" OL  | 21021  | Meer afbeeldingen                                                              |
| Boerderij met zijbaander | Boerderij                 | 1804 |                                                                      | Van Helomaweg 25          | 52° 46' 38" NB, 6° 13' 39" OL | 21022  | Boerderij met zijbaander                                                       |
| Boerderij met tegeltableaux in keuken | Boerderij                 | 1817 |                                                                      | Van Helomaweg 27          | 52° 46' 38" NB, 6° 13' 37" OL | 21023  | Meer afbeeldingen                                                              |
| Dwarsdeelboerderij onder aan de voorzijde afgewolfd schilddak                                                                            | Boerderij                 | 1823 |                                                                      | Van Helomaweg 2           | 52° 46' 24" NB, 6° 13' 56" OL | 21024  | Meer afbeeldingen                                                              |
| Keuterijtje met zijbaander | Boerderij                 | ca. 1800 |                                                                      | Kosterijstraat 1          | 52° 46' 3" NB, 6° 14' 29" OL  | 21025  | Meer afbeeldingen                                                              |
| Boerderij met zijbaander, veeschuur en hooischuur                                                                                        | Boerderij                 | ca. 1800 |                                                                      | Van Helomaweg 31          | 52° 46' 39" NB, 6° 13' 33" OL | 21026  | Meer afbeeldingen                                                              |
| Overcinge | Kasteel, buitenplaats     | 1630-1642 kort voor 1732 (verb.) ca. 1854 (verb.) na 1876 (uitbr.) 1968-'69 (rest.) 1984 (rest.)                                 |                                                                      | Linthorst Homanlaan 2     | 52° 46' 1" NB, 6° 13' 34" OL  | 21027  | Meer afbeeldingen                                                              |
| De Wal | Boerderij                 | 1861 (bedrijfsdeel) |                                                                      | Van Helomaweg 3           | 52° 46' 10" NB, 6° 13' 58" OL | 21028  | Meer afbeeldingen                                                              |
| Korenmolen van Havelte | Industrie- en poldermolen | 1914 gerest. in 1951, 1956-'57, 1976, 1994-'95 en 2009                                                                           |                                                                      | Molenweg 29               | 52° 46' 36" NB, 6° 14' 10" OL | 21029  | Meer afbeeldingen                                                              |
| Boerderij met korte gevel met toppinakel en haaks aangebouwde houten bijschuur                                                           | Boerderij                 | 1759 |                                                                      | Overcingelaan 1           | 52° 46' 6" NB, 6° 13' 43" OL  | 21030  | Boerderij met korte gevel met toppinakel en haaks aangebouwde houten bijschuur |
| Boerderij van het zijlangsdeeltype met dwarsgeplaatst woonhuis onder rieten schilddak en schuurdeel onder afgewolfd rietgedekt schilddak | Boerderij                 | 1800-1850 1978 (rest.) |                                                                      | Rijksweg 12               | 52° 45' 51" NB, 6° 14' 28" OL | 21032  | Meer afbeeldingen                                                              |
| Hervormde kerk (Clemenskerk) | Kerk en kerkonderdeel     | 1310 15e eeuw (verb.) 1920-'25 (rest.)                                                                                           | H.M. Hulsbergen (1920-'25)                                           | Uffelterkerkweg 1         | 52° 46' 30" NB, 6° 14' 53" OL | 21033  | Hervormde kerk 1 Hervormde kerk(Clemenskerk)                                   |
| Hervormde kerk, toren | Kerk en kerkonderdeel     | 1410 1516 (klok) | mog. J. die Werckmeyster (1410) G. van Wou en J. Schonenborch (klok) | Uffelterkerkweg 1         | 52° 46' 30" NB, 6° 14' 53" OL | 21034  | Meer afbeeldingen                                                              |
| Hervormde kerk, duivelsroosters op kerkhof                                                                                               | Begraafplaats en -onderdl | |                                                                      | bij Uffelterkerkweg 1     | 52° 46' 30" NB, 6° 14' 53" OL | 454877 | Meer afbeeldingen                                                              |
| Boerderij met zijbaander onder rieten wolfsdak met toef                                                                                  | Boerderij                 | 18e eeuw (kern) |                                                                      | Van Helomaweg 23          | 52° 46' 30" NB, 6° 13' 47" OL | 46733  | Meer afbeeldingen                                                              |
| Wartena | Boerderij                 | ca. 1860 |                                                                      | Raadhuislaan 13           | 52° 46' 4" NB, 6° 14' 49" OL  | 46734  | Meer afbeeldingen                                                              |
| Boerderij met achterbaander en dwarsgeplaatst voorhuis, schuur en stookhok                                                               | Boerderij                 | 1864 |                                                                      | Rijksweg 7                | 52° 46' 46" NB, 6° 16' 21" OL | 46735  | Meer afbeeldingen                                                              |
| Boerderij met achterbaander en dwarsgeplaatst voorhuis, schuur en varkenshok                                                             | Boerderij                 | ca. 1860 |                                                                      | Rijksweg 15               | 52° 46' 54" NB, 6° 16' 32" OL | 46736  | Meer afbeeldingen                                                              |
| Tweeloöerhof | Boerderij                 | 18e eeuw (kern) 1970 (herb. op huidige locatie)                                                                                  |                                                                      | Overcingelaan 5           | 52° 46' 8" NB, 6° 13' 35" OL  | 46738  | Meer afbeeldingen                                                              |
| Dwarsdeelboerderij onder rieten schilddak                                                                                                | Boerderij                 | 1645 eind 18e of begin 19e eeuw (vensters)                                                                                       |                                                                      | Overcingelaan 2           | 52° 46' 6" NB, 6° 13' 41" OL  | 489887 | Meer afbeeldingen                                                              |
| Dwarsdeelboerderij, schaapskooi | Boerderij                 | midden 17e eeuw (in aanleg) |                                                                      | bij Overcingelaan 2       | 52° 46' 6" NB, 6° 13' 41" OL  | 489888 | Meer afbeeldingen                                                              |
| Haveltersluis, sluiswachterswoning | Dienstwoning              | ca. 1892 |                                                                      | Rijksweg N.Z. 11          | 52° 45' 49" NB, 6° 14' 31" OL | 507510 | Haveltersluis, sluiswachterswoning                                             |
| Haveltersluis, pompgebouw | Industrie                 | 1925 |                                                                      | bij Rijksweg N.Z. 11      | 52° 45' 49" NB, 6° 14' 31" OL | 507511 | Haveltersluis, pompgebouw                                                      |
| Overcinge, tuinhuis | Tuin, park en plantsoen   | ca. 1910 |                                                                      | bij Linthorst Homanlaan 1 | 52° 46' 3" NB, 6° 13' 39" OL  | 507516 | Meer afbeeldingen                                                              |
| Overcinge, voetgangersbrug | Brug                      | ca. 1910 1998 (rest.) |                                                                      | bij Linthorst Homanlaan 1 | 52° 46' 3" NB, 6° 13' 39" OL  | 507517 | Meer afbeeldingen                                                              |
| De Hilde | Boerderij                 | ca. 1885 |                                                                      | Kosterijstraat 2          | 52° 46' 4" NB, 6° 14' 23" OL  | 507519 | Meer afbeeldingen                                                              |
| De Hilde, stookhut | Boerderij                 | ca. 1880-1890 |                                                                      | bij Kosterijstraat 2      | 52° 46' 4" NB, 6° 14' 23" OL  | 507520 | Meer afbeeldingen                                                              |
| De Hilde, schaapskooi | Boerderij                 | ca. 1850-1890 |                                                                      | bij Kosterijstraat 2      | 52° 46' 4" NB, 6° 14' 23" OL  | 507521 | Meer afbeeldingen                                                              |
| Overcinge, koetsierswoning | Bijgebouwen kastelen enz. | 1918-'19 | A. Zwikker                                                           | Linthorst Homanlaan 1     | 52° 46' 5" NB, 6° 13' 39" OL  | 507522 | Meer afbeeldingen                                                              |
| Terrein met de hunebedden D53 en D54, grafheuvels en een bron                                                                            | Archeologisch monument    | Neolithicum (hunebedden) IJzertijd (grafheuvels) 1918, 1947-'49 en 1991 (restauraties D53) 1955, 1966 en 1995 (restauraties D54) |                                                                      | Hunebeddenweg             | 52° 47' 28" NB, 6° 13' 11" OL | 508040 | Meer afbeeldingen                                                              |